# Caminhos do Coração (álbum)
Caminhos do Coração é o álbum de estreia e único trabalho solo do cantor e compositor Nelson Bomilcar, lançado em 2005 pela gravadora VPC Produções.
Neste disco, Bomilcar faz uma retrospectiva de sua obra, com composições suas gravadas por outros artistas. O músico, por anos, participou de vários projetos musicais, mas nunca tinha registrado uma obra solo. Caminhos do Coração veio para preencher a lacuna, e contou com várias participações, como João Alexandre, Adhemar de Campos, Jorge Camargo, dentre outros.
A obra inclui a música "Quando Se Está Só", composição que Sérgio Pimenta escreveu junto com Bomilcar nos últimos dias de sua vida, no hospital.
| Críticas profissionais                                                      | Críticas profissionais |
| Avaliações da crítica                                                       | Avaliações da crítica  |
| Fonte                                                                       | Avaliação              |
| --------------------------------------------------------------------------- | ---------------------- |
| Casa Gospel                                                                 | (favorável)            |
| Esta tabela precisa de ser acompanhada por texto em prosa. Consulte o guia. |                        |

## Faixas
1. "Alma e Coração"
2. "Somos Convidados"
3. "Chamados a Pregar"
4. "Cantai ao Senhor (Salmo 96)"
5. "Permanecer"
6. "Salmo 98"
7. "Não a Nós, Senhor"
8. "Digno é o Senhor"
9. "Contemplação"
10. "Estamos Aqui para Adorar"
11. "Bendize ó Minh'Alma"
12. "Para Louvar o Teu Nome"
13. "Sopro de Vida"
14. "Quando Se Está Só"
15. "A Glória Pertence ao Senhor"